# Propstei Åboland
Die Propstei Åboland ist eine Propstei des Bistums Borgå der Evangelisch-Lutherischen Kirche Finnlands in der Landschaft Varsinais-Suomi. Die Propstei wird seit 2018 von Pfarrerin Katarina Dahlqvist geleitet.

## Gemeinden der Propstei Åboland
Die Propstei Åboland hat drei Gemeinden:
| Gemeinde                         | Kirchen                                          | Bild    | Webpräsenz                    |
| Åboland                          | Åboland                                          | Åboland | Åboland                       |
| -------------------------------- | ------------------------------------------------ | ------- | ----------------------------- |
| Gemeinde Kimitoön                | Kirche von Dalsbruk 60,023528° N, 22,499694° O   |         | www.kimitoonsforsamling.fi    |
| Gemeinde Kimitoön                | Kirche von Dragsfjärd 60,072944° N, 22,472722° O |         | www.kimitoonsforsamling.fi    |
| Gemeinde Kimitoön                | Kirche von Hitislandet                           |         | www.kimitoonsforsamling.fi    |
| Gemeinde Kimitoön                | St. Andreas (Kimitoön)                           |         | www.kimitoonsforsamling.fi    |
| Gemeinde Kimitoön                | Kirche von Västanfjärd                           |         | www.kimitoonsforsamling.fi    |
| Gemeinde Kimitoön                | Neue Kirche von Västanfjärd                      |         | www.kimitoonsforsamling.fi    |
| Schwedische Gemeinde Väståboland | Jungfrau Maria (Houtskär)                        |         | www.vastabolandsforsamling.fi |
| Schwedische Gemeinde Väståboland | Sophia Wilhelmina (Iniö)                         |         | www.vastabolandsforsamling.fi |
| Schwedische Gemeinde Väståboland | St. Michael (Korpo)                              |         | www.vastabolandsforsamling.fi |
| Schwedische Gemeinde Väståboland | Kirche von Nagu                                  |         | www.vastabolandsforsamling.fi |
| Schwedische Gemeinde Väståboland | Kirche von Pargas                                |         | www.vastabolandsforsamling.fi |
| Turku/Kaarina                    |                                                  |         |                               |
| Schwedische Gemeinde Turku       | Dom von Turku                                    |         | www.abosvenskaforsamling.fi   |
| Schwedische Gemeinde Turku       | Henrikkirche                                     |         | www.abosvenskaforsamling.fi   |
| Schwedische Gemeinde Turku       | Hirvensalo Kirche                                |         | www.abosvenskaforsamling.fi   |
| Schwedische Gemeinde Turku       | Kirche von Kakskerta                             |         | www.abosvenskaforsamling.fi   |
| Schwedische Gemeinde Turku       | Kråkkärrets Kirche                               |         | www.abosvenskaforsamling.fi   |
| Schwedische Gemeinde Turku       | Martinskirche (Turku)                            |         | www.abosvenskaforsamling.fi   |
| Schwedische Gemeinde Turku       | St. Michael Kirche (Turku)                       |         | www.abosvenskaforsamling.fi   |
| Schwedische Gemeinde Turku       | Pallivaha Kirche                                 |         | www.abosvenskaforsamling.fi   |
| Schwedische Gemeinde Turku       | Kirche von Patis                                 |         | www.abosvenskaforsamling.fi   |
| Schwedische Gemeinde Turku       | St.-Katharinen-Kirche (Turku)                    |         | www.abosvenskaforsamling.fi   |
| Schwedische Gemeinde Turku       | Maaria Kirche (Turku)                            |         | www.abosvenskaforsamling.fi   |
| Schwedische Gemeinde Turku       | St. Karins Kirche (Kaarina)                      |         | www.abosvenskaforsamling.fi   |
| Schwedische Gemeinde Turku       | Kirche von Kuusisto                              |         | www.abosvenskaforsamling.fi   |
| Schwedische Gemeinde Turku       | Kirche von Piikkiö                               |         | www.abosvenskaforsamling.fi   |